# Neu-Berich
Neu-Berich is een dorpje in Duitsland in de deelstaat Hessen en is een deel van de gemeente Bad Arolsen en het telt ongeveer 250 inwoners.

## Een dorp verhuist
Dit dorp werd opgericht vanaf 1910 op grond waar voorheen geen bewoning was en het kwam in de plaats van het dorp Alt-Berich, dat diende te verdwijnen omdat het kwam te liggen in de hoogwaterstand van de Edersee. De kerk - een voormalige kloosterkerk - werd afgebroken en de stenen genummerd, nadien is de kerk in Neu-Berich terug opgebouwd, 22 km verderop tussen Wetterburg en Volkmarsen. Op 13 juli 1912 kwam de vorst Frederik Adolf Herman van Waldeck-Pyrmont het dorp inwijden, hij was de broer van koningin Emma (1858-1934) van Nederland.
Oude foto's binnen de kerk herinneren aan het verleden van het voormalige dorp, de afbraak en de wederopbouw. De glasramen in het kerkje zijn nog origineel uit de oude kerk.
Ruïnes van het voormalige dorp zoals een bruggetje en klooster zijn bij laagwaterstand van de Edersee nog te bezichtigen.

## Omgeving
- Bad Arolsen
- Edersee
- Waldeck